# Arnold Bauer
Arnold Johannes Bauer (* 16. November 1909 in Berlin; † 2. September 2006 ebenda) war ein deutscher Schriftsteller und ein Widerstandskämpfer gegen den Nationalsozialismus.

## Leben
Während der Weimarer Republik bewegte sich der homosexuelle Bauer in den Kreisen um Klaus Mann, Adolf Brand, Ludwig Renn und Magnus Hirschfeld. Nach seinem Abitur an der Karl-Marx-Schule in Berlin-Neukölln war Bauer in einer sozialistischen Studentengruppe aktiv, die der KPD nahestand. Anfang der 1930er-Jahre knüpfte die Studentengruppe Kontakte zu nationalrevolutionären Kreisen um Harro Schulze-Boysen und zur Zeitschrift Der Gegner, die als Plattform eines „Nationalen Kommunismus“ galt.
Auch in der Zeit des Nationalsozialismus traf sich Bauer mit Harro Schulze-Boysen, der die Widerstandsbewegung der Roten Kapelle initiiert hatte. Bauer wurde im Zusammenhang mit den Gestapo-Ermittlungen gegen Angehörige der Roten Kapelle festgenommen, jedoch wieder freigelassen, da er – auch nach eigenen Aussagen – nicht zum engeren Kreis um Schulze-Boysen gehörte. Bauer war damals befreundet mit dem Graphiker, Schauspieler und Widerstandskämpfer Werner Dissel. Während der NS-Zeit war Bauer insgesamt 15 Monate in Haft. Als Wehrmachtsangehöriger war er im Heeresarchiv in Berlin-Wannsee tätig. Das Kriegsende erlebte er als Soldat in der Festung Berlin-Spandau.
In der Nachkriegszeit arbeitete Bauer als freier Schriftsteller in Berlin (West). Es begann mit einer literarischen Arbeit über Thomas Mann und wurde einer größeren Öffentlichkeit bekannt durch den Roman Kindheit im Zwielicht. Ab 1949 arbeitete er als Journalist, unter anderem für die Neue Zeitung und die Berliner Morgenpost. Literarische Porträts folgten ab 1967 über Käthe Kollwitz, Stefan Zweig, Rudolf Virchow, Carl Zuckmayer und Rainer Maria Rilke. Unveröffentlicht blieb Daniel in der Löwengrube. Ein Zeitroman aus den Jahren 1925–1945, an dem der Autor bereits 1947 arbeitete.

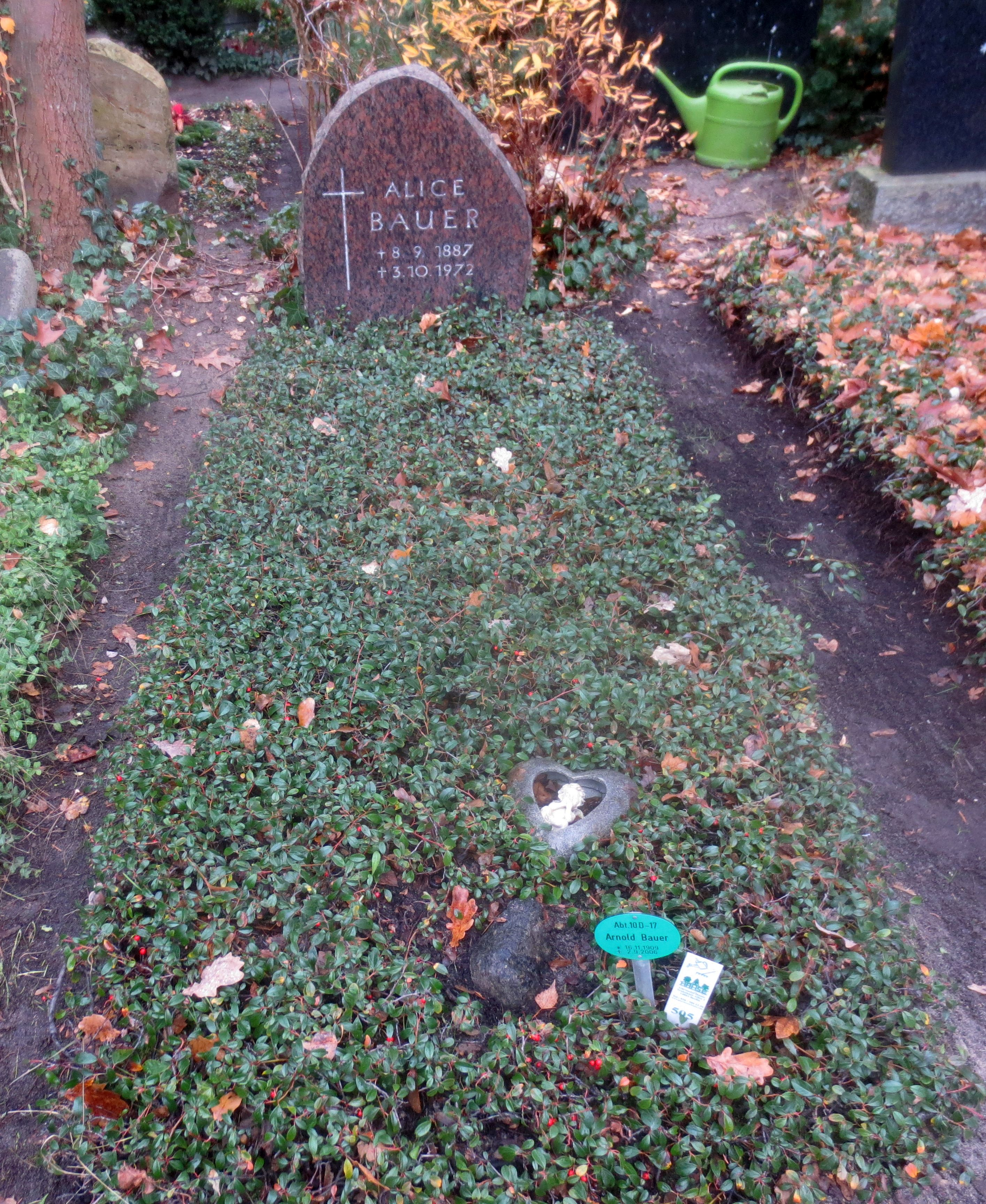
Grab von Arnold Bauer auf dem Friedhof Heerstraße in Berlin-Westend

Arnold Bauer starb Anfang September 2006 im Alter von 96 Jahren in Berlin. Sein Grab befindet sich auf dem landeseigenen Friedhof Heerstraße in Berlin-Westend (Grablage: 10-D-17).

## Werke (Auswahl)
- Thomas Mann und die Krise der bürgerlichen Kultur. Verlag der Deutschen Buchvertriebs- und Verlags-Gesellschaft, Berlin 1946.
- Kindheit im Zwielicht. Heinz Ullstein/Helmut Kindler / FUK Verlag, Berlin 1947.
- Stefan Zweig. Colloquium-Verlag, Berlin 1960 (7. überarbeitete Auflage 1996).
- Rudolf Virchow – der politische Arzt. Stapp, Berlin 1982.